# Kyrönmaa

Lage der Verwaltungsgemeinschaft Kyrönmaa in Finnland

Die Verwaltungsgemeinschaft Kyrönmaa (finnisch Kyrönmaan seutukunta) ist eine von vier Verwaltungsgemeinschaften (seutukunta) der finnischen Landschaft Österbotten. Zu ihr gehören die beiden folgenden Gemeinden:
- Isokyrö
- Laihia

Vähäkyrö wechselte mit der Eingemeindung nach Vaasa 2013 in die Verwaltungsgemeinschaft Vaasa.